# Calophyllum inophyllum
Calophyllum inophyllum ist eine Pflanzenart aus der Gattung Calophyllum innerhalb der Familie der Calophyllaceae. Calophyllum inophyllum, auch Alexandrischer Lorbeer, Tamanu, Kamani oder Foraha genannt, ist ein Hartholzbaum, dessen Holz als Indisches Mahagoni oder Rosenholz gehandelt wurde, es ist auch im Handel als Bintangor. Das Harz war unter der Bezeichnung Takamahak im Handel, aus den Samen wird Tamanuöl (Calophyllum- oder Forahaöl) gewonnen.

## Beschreibung

### Vegetative Merkmale
Calophyllum inophyllum wächst als immergrüner Baum und erreicht Wuchshöhen von etwa 20 Metern oder auch einiges höher, bis 35 Meter. Die Baumkrone ist weit ausladend und niedrigverzweigt. Die dicke Borke ist gräulich und längsrissig. Er enthält einen weiß-gelblichen und klebrigen Latexsaft.
Die dicht gegenständig angeordneten Laubblätter sind in Blattstiel und -spreite gegliedert. Der Blattstiel ist nur kurz. Die glänzende Blattoberseite ist dunkelgrün und die -unterseite hellgrün. Die dicke, ledrige, ganzrandige Blattspreite ist bei einer Länge von 8 bis 20 Zentimetern sowie einer Breite von 4,5 bis 11,5 Zentimetern elliptisch bis länglich oder eiförmig bis verkehrt-eiförmig mit keilförmiger bis gerundeter Basis und gerundetem bis stumpfem oder rundspitzigem, auch teils eingebuchtetem oberen Ende. Der Blattrand ist manchmal geschweift. Es ist Fiedervatur vorhanden mit vielen, engstehenden Seitennerven. Die Blätter haben Latexkanäle und der Mittelnerv sowie der Blattrand ist auffällig hellgelblich. Nebenblätter fehlen.

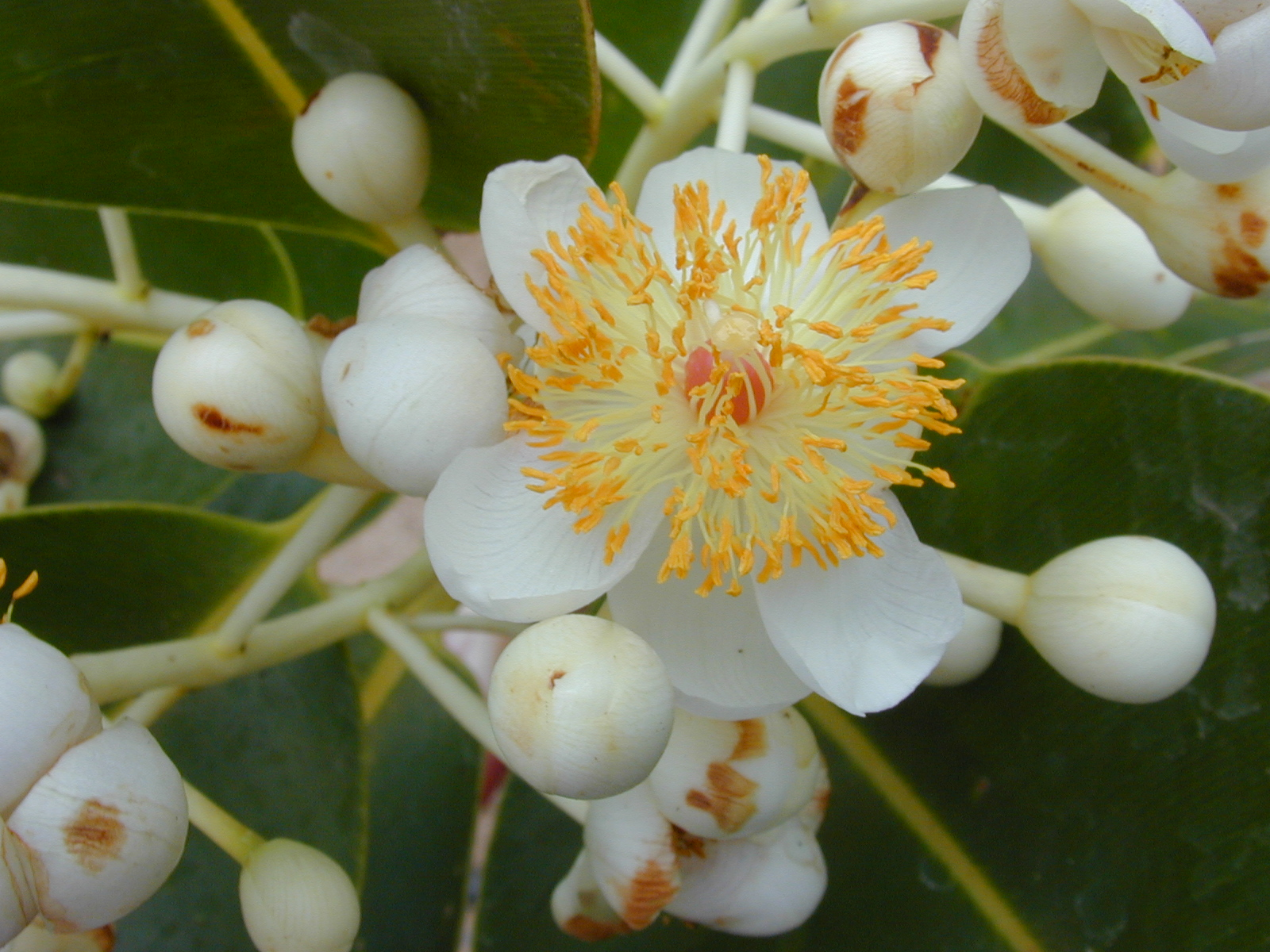
Blüte
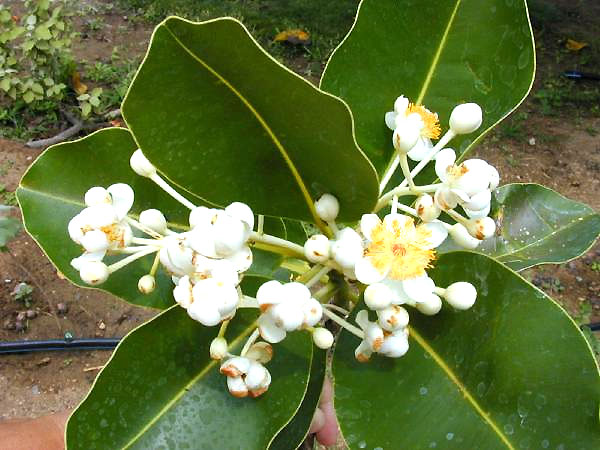
Blüten und Blätter
Früchte und Blätter
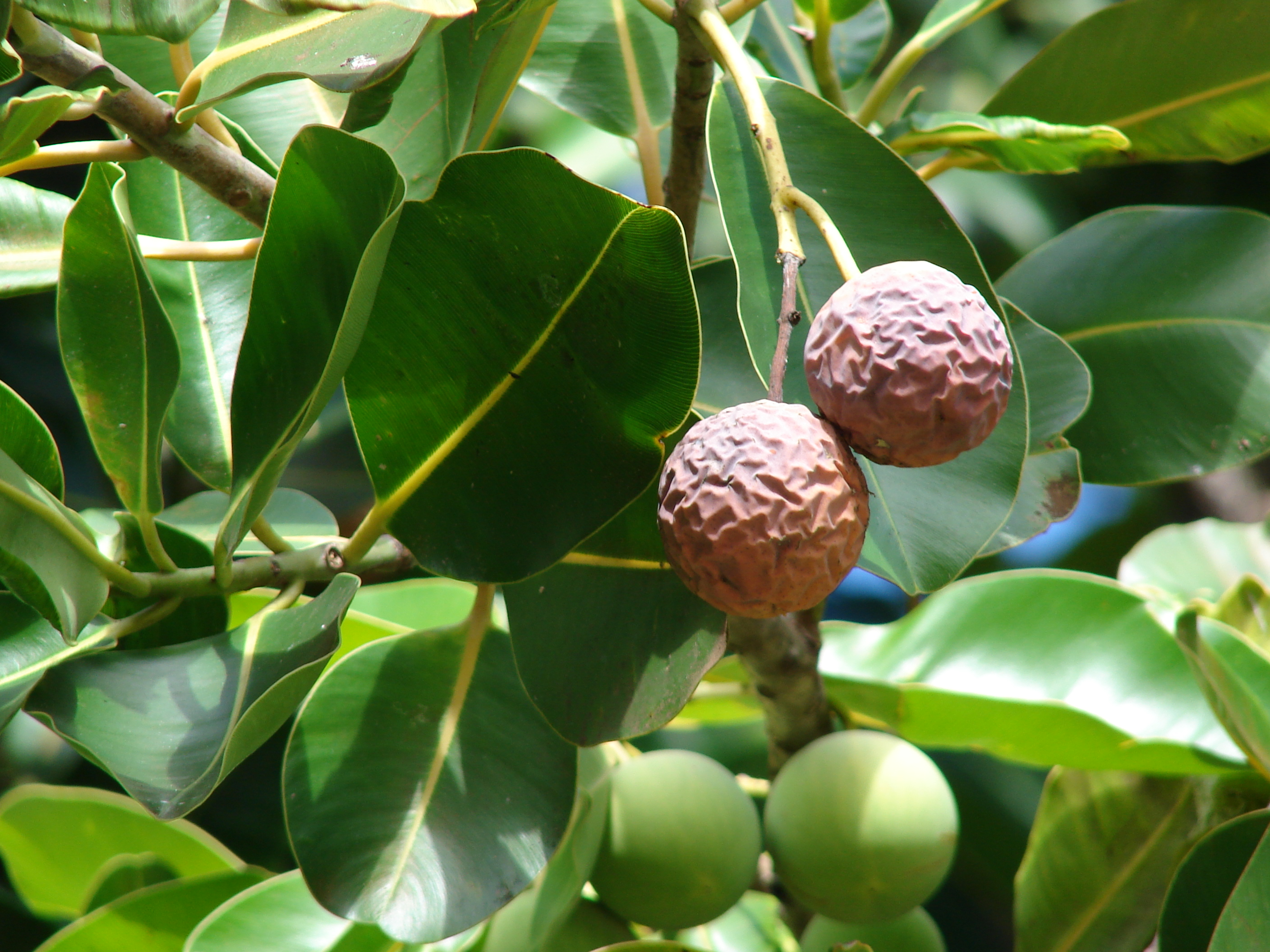
Reife Früchte von Calophyllum inophyllum

### Generative Merkmale
Der traubige Blütenstand ist bis zu 15 Zentimeter lang. Die 2 bis 2,5 Zentimeter breiten, weißen, meistens zwittrigen Blüten duften stark. Das Perigon besteht aus 8 bis 13 verkehrt-eiförmigen Tepalen. Die Blüten besitzen 150 bis 300 oder mehr Staubblätter in mehreren Kreisen mit gelben Staubbeuteln. Der kurzgestielte, rundliche, einkammerige und oberständige Fruchtknoten enthält anatrope Samenanlagen und ist rosafarben bis rötlich. Der lange, dünne und flexible Griffel endet in einer oben abgeflachten Narbe.
Die einsamigen Steinfrüchte sind 2,5 bis 4 Zentimeter im Durchmesser und bei Reife runzelig und orangebraun. Der bei einem Durchmesser von 2 bis 3 Zentimetern relativ große, rundliche bis birnenförmige Samen ist dunkelbraun und ölhaltig. Die Fruchtschale (Exocarp) ist dünn, ledrig und weich, darunter befindet sich eine dünne, 1 bis 3 Millimeter dicke, fibrös, korkige Schicht (Mesokarp), welche mit dem dünnen Endocarp zusammenhängt, die dunkelbraune, bis 1,5 Millimeter dicke, beinerne Testa besitzt außen eine bis 12 Millimeter dicke, schwammige Schicht. Die großen Kotyledonen füllen oft den inneren Hohlraum nicht ganz aus. Die Frucht ist schwimmfähig, das wird durch innere Luftkammern (Mesokarp und Testa) unterstützt, dies dient der Nautochorie. Die Samenausbreitung geschieht aber auch durch Tiere. Etwa (100) 180 bis 230 Samen wiegen ein Kilogramm. Die Samen enthalten verschiedene Coumarine und 40–55 % Öl.

## Vorkommen
Calophyllum inophyllum ist von Ostafrika bis Malesien, Polynesien und Nordaustralien beheimatet. Er ist vergleichsweise tolerant gegenüber Salz, weshalb er an Küsten zu finden ist, wo er oft an Stränden als Küstenschutz und Schattenspender gepflanzt wird.
In Hawaiʻi ist der Baum unter dem Namen Kamani bekannt.

## Taxonomie
Die Erstveröffentlichung von Calophyllum inophyllum erfolgte 1753 durch Carl von Linné in Species Plantarum, Tomus I, S. 513.

## Tamanuöl
Das Tamanuöl besteht zu 38 % aus Linolsäure, zu 34 % aus Ölsäure, zu 13 % aus Stearinsäure, zu 12 % aus Palmitinsäure und zu 0,3 % aus Linolensäure. Ein ausgewachsener Baum erzeugt zwischen einem und zehn Kilogramm Öl im Jahr.

### Verwendung
Auf Grund von einigen Studienergebnissen findet das Tamanu-Öl mittlerweile im Bereich der Hautkrankheiten und Kosmetik eine Verwendung. So zeigte sich eine antibakterielle, wundheilende und entzündungshemmende Wirkung. Allerdings sind bei der Anwendung von Tamanuöl gelegentlich auch Kontaktallergieen aufgetreten.